# Новосубхангуловский сельсовет
Новосубхангуловский сельсове́т — упразднённая в 2008 году административно-территориальная единица и сельское поселение (тип муниципального образования) в составе Бурзянского района. Почтовый индекс — . Код ОКАТО — 80219821000. Объединён с сельским поселением Старосубхангуловский сельсовет.
Образован в 1992 году.

## История
Указ Президиума ВС РБ от 17.04.92 N 6-2/190 «Об образовании Новосубхангуловского сельсовета в Бурзянском районе» гласил:

1. Образовать в Бурзянском районе Новосубхангуловский сельсовет с административным центром в деревне Новосубхангулово.
2. Включить в состав Новосубхангуловского сельсовета деревни Новосубхангулово и Старомусятово, исключив их из Старосубхангуловского сельсовета.

3. Установить границу Новосубхангуловского сельсовета согласно представленной схематической карте.
Закон Республики Башкортостан от 19.11.2008 N 49-з «Об изменениях в административно-территориальном устройстве Республики Башкортостан в связи с объединением отдельных сельсоветов и передачей населённых пунктов», ст.1 гласил:

 "Внести следующие изменения в административно-территориальное устройство Республики Башкортостан:
 16) по Бурзянскому району:

объединить Старосубхангуловский и Новосубхангуловский сельсоветы с
сохранением наименования «Старосубхангуловский» с административным
центром в селе Старосубхангулово.
Включить деревни Новосубхангулово, Старомусятово Новосубхангуловского сельсовета в состав Старосубхангуловского сельсовета.

Утвердить границы Старосубхангуловского сельсовета Бурзянского района
согласно представленной схематической карте.

Исключить из учётных данных Новосубхангуловский сельсовет
На 2008 год граничил с государственным заповедником «Шульган-таш», с муниципальными образованиями: Старомунасиповский сельсовет, Тимировский сельсовет, Байгазинский сельсовет, Старосубхангуловский сельсовет, Киекбаевский сельсовет, Галиакберовский сельсовет, Аскаровский сельсовет («Закон Республики Башкортостан от 17.12.2004 N 126-з (ред. от 19.11.2008) „О границах, статусе и административных центрах муниципальных образований в Республике Башкортостан“»).